# حكايات البنات (مسلسل 2009)
حكايات البنات هو مسلسل مصري من إنتاج 2009 بطولة مدحت صالح، مها البدري، عمر الحريري، إيمان، من تأليف مجدي الإبياري وإخراج إبراهيم الشقنقيري.